# São Sebastião do Uatumã
São Sebastião do Uatumã är en kommun i Brasilien.   Den ligger i delstaten Amazonas, i den norra delen av landet, 1 900 km nordväst om huvudstaden Brasília. Antalet invånare är 10 688.
I omgivningarna runt São Sebastião do Uatumã växer i huvudsak städsegrön lövskog. Trakten runt São Sebastião do Uatumã är nära nog obefolkad, med mindre än två invånare per kvadratkilometer.